# Spelunky 2
Spelunky 2 é um jogo independente de ação e aventura desenvolvido por Derek Yu e co-desenvolvido pela BlitWorks. O jogo é a continuação de Spelunky, e foi anunciado pela primeira vez no dia 30 de outubro de 2017, durante a transmissão ao vivo de PlayStation Paris Games Week, na qual também foi anunciada sua exclusividade para o PlayStation 4. Em agosto de 2018, um novo trailer do jogo foi publicado, junto de uma data de lançamento para o ano de 2019, porém, devido "à densidade e detalhes do jogo", o mesmo teve sua data de lançamento adiada. Em 6 de agosto de 2020, durante uma transmissão ao vivo da Sony, a nova data de lançamento de Spelunky 2 foi confirmada para o dia 15 de setembro do mesmo ano. Derek Yu também confirmou que o jogo seria lançado para o PC um pouco depois do lançamento para o PS4.

## Jogabilidade
Como seu antecessor, Spelunky 2 é um jogo de plataforma 2D. No jogo, o jogador assume o controle de Ana, a filha do explorador do primeiro jogo, que visita a Lua para encontrar seus pais desaparecidos. No jogo, Ana deve navegar por cavernas mortais repletas de inimigos hostis e armadilhas para coletar tesouros. Quando Ana morre, ela terá de começar do início do jogo, a menos que o jogador tenha desbloqueado túneis (atalhos) e perdido todos os seus itens, e o jogo é reorganizado por meio da geração de procedimentos para apresentar novos desafios e caminhos. Há também muitos outros personagens que o jogador pode desbloquear, a partir de caixas de madeira em forma de caixão encontradas em cada área. Cada nível também apresenta várias camadas que podem ser exploradas pelo jogador. Novas áreas, como a Volcana, com temática de lava, são introduzidas. O jogo apresenta um novo sistema de física líquida, no qual o fluido fluirá naturalmente em um nível. Além disso, o jogo apresenta novos monstros, armadilhas e montarias montáveis. O jogo também oferece suporte ao modo multijogador on-line para quatro jogadores, com a introdução dos modos multijogador cooperativo e competitivo.

## História
A história do jogo gira em torno de Ana Spelunky, a filha do protagonista anterior de Spelunky, Guy Spelunky, que se aventura na Lua para encontrar seus pais desaparecidos. Como no primeiro jogo, a história e a estética se inspiram em várias culturas antigas, apresentando figuras mitológicas como Olmec, Kali, Osíris, Lamassu e Tiamat.

## Desenvolvimento
Derek Yu, o criador do primeiro jogo, retornou para desenvolver a sequência. Ele fez uma parceria com a BlitWorks, a desenvolvedora das versões para PlayStation do primeiro jogo, para a programação do jogo. Yu precisou terceirizar o desenvolvimento do jogo para a BlitWorks devido ao escopo maior da sequência. Yu intencionalmente garantiu que o jogo não fosse radicalmente diferente do primeiro Spelunky, pois achava que as sequências deveriam ser "extensões dos jogos anteriores" e que os fãs do primeiro jogo se sentiriam como se estivessem jogando uma "continuação". Novos recursos foram adicionados ao jogo, enquanto o loop de jogabilidade original foi refinado e remixado. Yu se esforçou para criar um mundo de jogo que parecesse um "lugar vivo e respirável" para manter os novos jogadores envolvidos. Para conseguir isso, ele adicionou muita história e história de fundo para o mundo e os personagens. A história, que se concentra nos temas de família e parentesco, é contada principalmente por meio de artigos de jornal no mundo do jogo e no Acampamento Base, onde Ana pode interagir com os personagens que encontrou durante sua aventura.